# Rick Colella
Richard Phillip "Rick" Colella, Jr., född 14 december 1951 i Seattle, är en amerikansk före detta simmare.
Colella blev olympisk bronsmedaljör på 200 meter bröstsim vid sommarspelen 1976 i Montréal.